# Sabiha Gökçen
Sabiha Gökçen (ur. 22 marca 1913 w Bursie, zm. 22 marca 2001 w Ankarze) – turecka pilot wojskowa, pierwsza kobieta-lotnik biorąca udział w działaniach wojennych, jedna z trzynaściorga dzieci adoptowanych przez Mustafę Kemala Atatürka.

## Życiorys
Według oficjalnej wersji była córką Mustafy Izzeta Beja i Hayriye Hanım. W czasie wizyty Mustafy Kemala Atatürka w Bursie w 1925 Sabiha, wówczas 12-latka, poprosiła o zgodę na rozmowę z przywódcą państwa i przekazała mu prośbę, aby mogła uczyć się w szkole z internatem. Atatürk wysłuchał opowieści Sabihy o trudnych warunkach, w których żyje jej rodzina i zdecydował się na jej adopcję. Zamieszkała w rezydencji prezydenta Turcji Çankaya w Ankarze, wraz z trójką pozostałych córek, adoptowanych przez Atatürka. Sabiha uczyła się w szkole w Çankaya, naukę kontynuowała w szkole dla dziewcząt Üsküdar w Stambule.

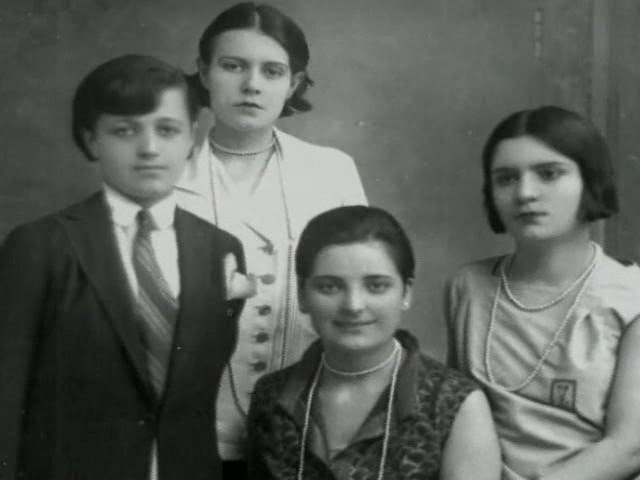
Adoptowane córki Mustafy Kemala Atatürka (druga z lewej Sabiha Gökçen)

W 1934 Sabiha otrzymała nazwisko Gökçen (należący do nieba). 5 maja 1935 uczestniczyła wraz z Atatürkiem w ceremonii otwarcia Szkoły Lotniczej Türkkuşu. Pokaz skoków spadochronowych tak zafascynował młodą kobietę, że zapragnęła podjąć naukę w szkole Türkkuşu. Od początku nauki bardziej od spadochroniarstwa interesowała ją nauka pilotażu. W 1936, za zgodą Atatürka, wstąpiła do Akademii Sił Powietrznych Turcji, zostając pierwszą w historii Turcji kobietą pilotującą samoloty wojskowe. W 1937 odbywała służbę wojskową w 1. pułku lotniczym, stacjonującym w bazie Eskişehir. Wzięła udział w operacji wojskowej przeciwko powstańcom kurdyjskim (Rebelia Dersim), zrzucając bomby na powstańców. Za udział w operacji została wyróżniona medalem przez Tureckie Towarzystwo Aeronautyczne.
W 1938 odbyła kilkudniową podróż po krajach bałkańskich, gdzie była witana z ogromnym zainteresowaniem. W tym samym roku rozpoczęła pracę instruktora w szkole lotniczej Türkkuşu, którą kontynuowała do 1955.
W 1981 opublikowała wspomnienia Długie życie na ścieżce Atatürka, którą chciała uczcić setną rocznicę urodzin swojego przybranego ojca.

## Pamięć
Imię Sabihy Gökçen nosi drugie pod względem wielkości lotnisko w Stambule – port lotniczy Stambuł-Sabiha Gökçen. Na opublikowanym w 1996 przez United States Air Force plakacie The 20 Greatest Aviators in History, Sabiha Gökçen została umieszczona jako jedyna kobieta.

## Kwestia pochodzenia
W lutym 2004 dziennikarz Hrant Dink opublikował artykuł w wydawanym w Stambule piśmie „Agos” pt. Tajemnice Sabihy Hatun, sugerując ormiańskie pochodzenie Sabihy Gökçen. Doniesieniom tym zaprzeczyła jedyna żyjąca córka Atatürka - Ülkü Adatepe, według której Sabiha miała pochodzenie turecko-bośniackie (jej matka Hayriye była Bośniaczką).